# Liste eichsfeldischer Adelsgeschlechter
Die Liste eichsfeldischer  Adelsgeschlechter bietet eine Übersicht über die Ritter- und Adelsgeschlechter, die im Gebiet des historischen Eichsfeldes ihren Stammsitz hatten, über Burgen, Schlösser und Besitzungen verfügten oder als landgräfliche, Quedlinburgische, Braunschweigische oder Kurmainzische Amtleute im Eichsfeld eingesetzt und ansässig wurden.

## Liste der Adelsgeschlechter
Diese Liste beinhaltet Adelsfamilien, die über einen längeren Zeitraum im Eichsfeld wohnten oder Besitzungen hatten:
| Name                     | Zeitraum                    | Stammsitz/Ursprung Anmerkungen | Persönlichkeiten | Wappen/Siegel |
| ------------------------ | --------------------------- | --- | --- | ------------- |
| Bodenhausen              | 14.–19. Jahrhundert         | Burg Bodenhausen Lehensnehmer in Bodensee und Teilbesitz von Heiligenstadt Amtmänner auf Burg Rusteberg und Burg Gleichenstein Gerichtsbarkeit über Freienhagen, Rohrberg, Streitholz | Stammesverwandtschaft mit denen von Hanstein wird vermutet |               |
| Bodenstein               | 11. – 15. Jahrhundert       | Burg Bodenstein | Konrad von Bodenstein |               |
| Bodungen                 | 12. Jahrhundert – heute     | Flecken Bodungen Schloss Martinfeld | Anton von Bodungen |               |
| Bültzingslöwen           | 13. Jahrhundert – heute     | Bilzingsleben Harburg Haynrode | Siegfried (VIII.) von Bültzingsleben |               |
| Desingerode              | 1230–1401                   | Desingerode | Bertold 1272/88 Kanoniker in Nörten Ekbert 1361/69, Burgmann zu Gieboldehausen |               |
| Ershausen                | 13.–15. Jahrhundert         | Ershausen | Burgmänner auf Burg Bischoffstein Teilbesitzer in der Windischen Mark |               |
| Esplingerode             | 13.–14. Jahrhundert         | Esplingerode | |               |
| Gieboldehausen           | 13.–15. Jahrhundert         | Gieboldehausen | |               |
| Geisleden                | 13.–14. Jahrhundert         | Geisleden | besaßen umfangreiche Vogteirechte im Amt Rusteberg |               |
| Grafen von Gleichenstein | 1140–1294                   | Stammsitz Tonna Burg Velsecke/Gleichenstein | Heinrich III. (verkaufte seine eichsfeldischen Burgen an Kurmainz) |               |
| Hagen                    | 1148 – heute                | Rüdigershagen Wasserschloss Deuna | Christoph von Hagen Ludwig Philipp vom Hagen |               |
| (Von dem) Hagen          | 12. Jahrhundert – heute     | Haynerburg (später Rüdigershagen genannt) | Ernst de indagine |               |
| Hanstein                 | 1122/1236 – heute           | Burg Hanstein ab dem 16. Jahrhundert auf zahlreichen Adelssitzen im Eichsfeld | Conrad von Hanstein Fritz Huschke von Hanstein |               |
| Hanstein-Knorr           | nach 1838 – 20. Jahrhundert | Unterstein | Wilhelm Ludwig August Freiherr von Hanstein-Knorr |               |
| Hardenberg               | 13. Jahrhundert – heute     | Burg Hardenberg Lindau | Dietrich V. von Hardenberg |               |
| Harstall                 | 13. Jahrhundert – heute     | Graues Schloss in Mihla Diedorf, Katharinenberg | Adalbert von Harstall |               |
| Heiligenstadt            | 1123 – 15. Jh.              | Heiligenstadt | |               |
| Keudell                  | 1227 – heute                | Keudelburg Schwebda Gut Keudelstein | Bernd Keudel |               |
| Edelherren von Kirchberg | 1134–1464                   | Kirchberg bei Dingelstädt | |               |
| Knorr                    | 1123–1847                   | Burgmann auf dem Rusteberg verschiedene Güter im Eichsfeld | Stammesverwandtschaft mit denen von Rusteberg und von Uder vermutet |               |
| Leuthorst                | 1389 – 18. Jahrhundert      | Lüthorst (Herren von Luthardessen) ab Ende des 14. Jahrhunderts in Lindau belehnt und begütert                                                                                        | Nikolaus von Leuthorst Amtsvogt in Lindau (1549–1579) |               |
| Linsingen                | 1466 – heute                | Burg Jesberg ab 15. Jahrhundert begütert im Eichsfeld Gerichtsbarkeit über Birkenfelde, Burgwalde u. a.                                                                               | Friedrich von Linsingen, Vizedom und Begründer der eichsfeldischen Linie |               |
| Marchia                  | 12. – 14. Jahrhundert       | | Hugo von der Mark |               |
| Minnigerode              | 13. Jahrhundert – heute     | Burg Allerburg Schloss Gieboldehausen u. a. | |               |
| Proyse                   | 13. – 14. Jahrhundert       | | |               |
| Rieme                    | 10. – 15. Jahrhundert       | Burg Allerburg Bockelnhagen | |               |
| Rengelrode               | 12. – 15. Jahrhundert       | Rengelrode | Hedwig von Rengelrode (1415) Priorin im Kloster Hildewardehausen Heinrich von Rengelrode (1438) Provisor in Erfurt                                                                       |               |
| Rusteberg                | 12.–15. Jahrhundert         | | Stammesverwandtschaft mit denen von Knorr |               |
| Seulingen                | 12.–15. Jahrhundert         | Seulingen | |               |
| Steinmetzen              | 16.–19. Jahrhundert         | Frankfurt | Kurmainzischer Rat Theodor von Steinmetzen in Heiligenstadt |               |
| Tastungen                | 13. Jahrhundert – 1751      | Tastungen Bernterode | |               |
| Westernhagen             | 1258 – heute                | Burg Westernhagen Teistungen u. a. | |               |
| Westhausen               | 11.–16. Jahrhundert         | Westhausen | |               |
| Wintzingerode            | 1209 – heute                | Wintzingerode Burg Bodenstein | Berthold XI. von Wintzingerode (1505–1575), Burgherr auf Burg Bodenstein Ferdinand Freiherr von Wintzingerode (1770–1818), russischer General und österreichischer Feldmarschallleutnant |               |
| Wintzingerode-Knorr      | ca. 1800 – heute            | Adelsborn | Levin Freiherr von Wintzingeroda-Knorr (1830–1902), Historiker |               |
| Wolf                     | 13. – 16. Jahrhundert       | | |               |
| Worbis                   | 13. – 17. Jahrhundert       | Burg Worbis | Conrad von Worbis |               |
| Zwehl                    | 17. – 18. Jahrhundert       | Baltikum? Heiligenstadt | Johann von Zwehl (1580–1652), Landschreiber des Eichsfeldes, 1633 in Adelsstand erhoben                                                                                                  |               |

## Weitere Eichsfelder Adelsgeschlechter
In vielen Dörfern des Eichsfeldes gab es im Mittelalter eine adlige Familie. Sie stammten aus dem Stand der Freien und gehörten überwiegend zum niederen Adel, zum Ende des Mittelalters waren bereits viele dieser Adelsgeschlechter erloschen. Zu der folgenden Aufzählung gehören adlige Familien oder Rittergeschlechter, die nur eine kurze Zeit bekannt waren oder nur wenige Urkunden und Nachweise vorliegen.
- Aldendorf (1381 in Heiligenstadt)

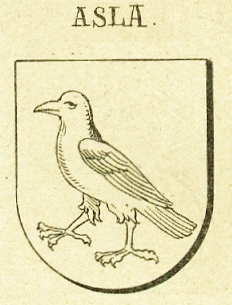
Wappen derer von Asla in Niederorschel

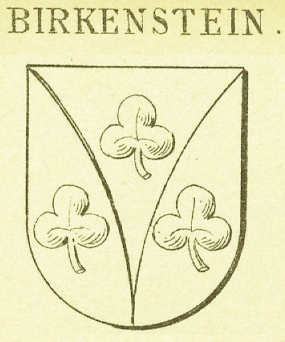
von Birkenstein

- Amilii (1290, 1519) Patrizier in Duderstadt
- Asla (Orschel) (1225)
- Beberstedt (1281)
- Berlingerode (1288)
- Bernshausen (1241, 1369, 1428)
- Beuren (1128, 1261)
- Birkenstein (1206, 1256)
- Bodensee (1321, 1519)
- Beuren (1128 Gothardus)
- Brehme (1324, 1436)[3]
- Böseckendorf
- Diedorf (1253, 1334)
- Dingelstedt (1311, 1364)
- Gerbershausen (1362)
- Grone (1427, 1566)
- Harburg (1246)
- Hüpstedt
- Küllstedt (1250)
- Lerne (1355)

- Rhumspringe
- Schadenberg (1333)
- Scharfenstein (1209)
- Seeburg (1319)
- Töpfer (1360)
- Volkerode (1376, 1641)
- Stein (1294)
- Uder (1189, 1209)
- Wachstedt
- Wildungen (1316, 1440)
- Wollbrandshausen (1170)

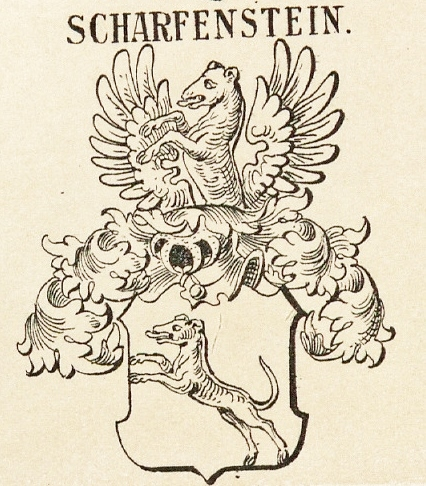
Scharfenstein

Es sind nicht nur viele verwandtschaftliche Beziehungen zwischen den Familien bekannt, es wird für einige auch eine direkte Stammesverwandtschaft vermutet:
- Hanstein-Bodenhausen
- Rusteberg-Uder-Knorren
- Berlingerode-(Von dem) Hagen-Hagen-Westernhagen
- Wildungen-Brehme
- Mützschefahl-Seulingen
- Westernhagen-Marchia
- Proyse-Worbis
- Bodenhausen-Bodensee
- Rieme-Minnigerode-Bockelnhagen-Esplingerode

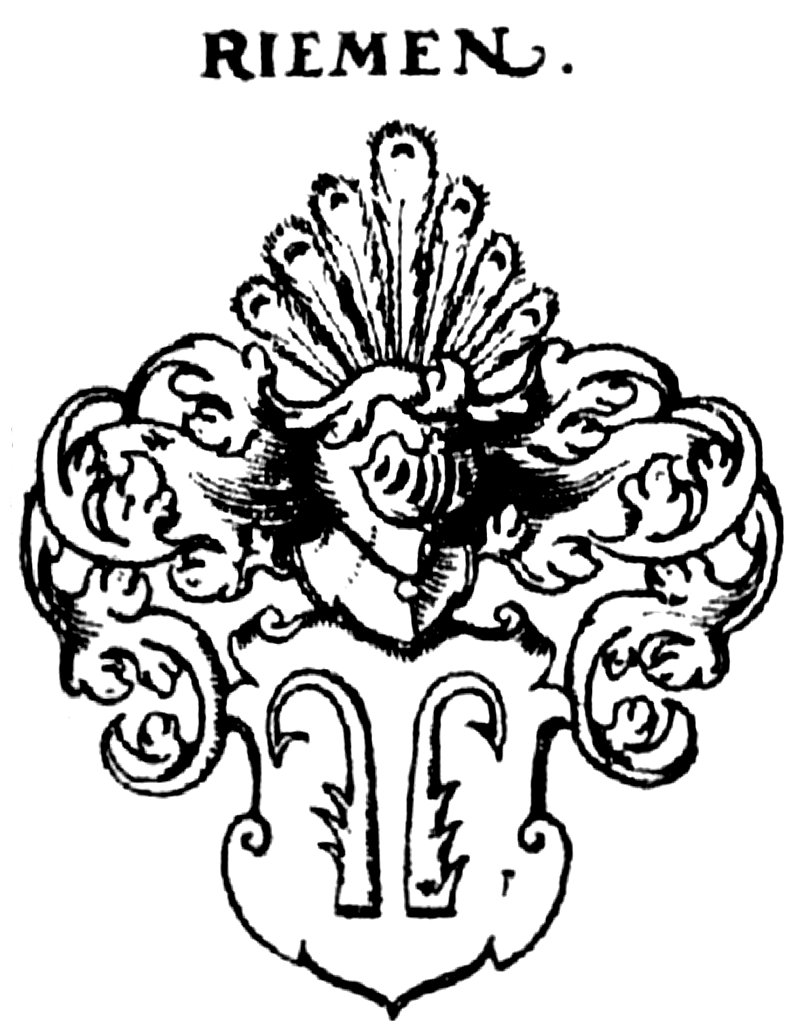
Rieme
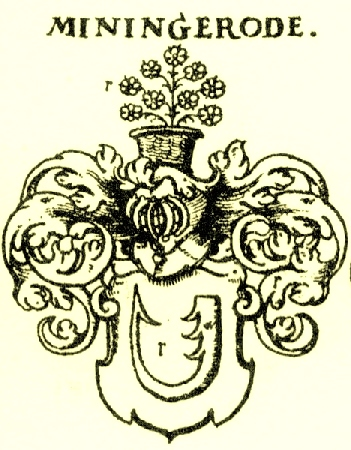
Minnigerode
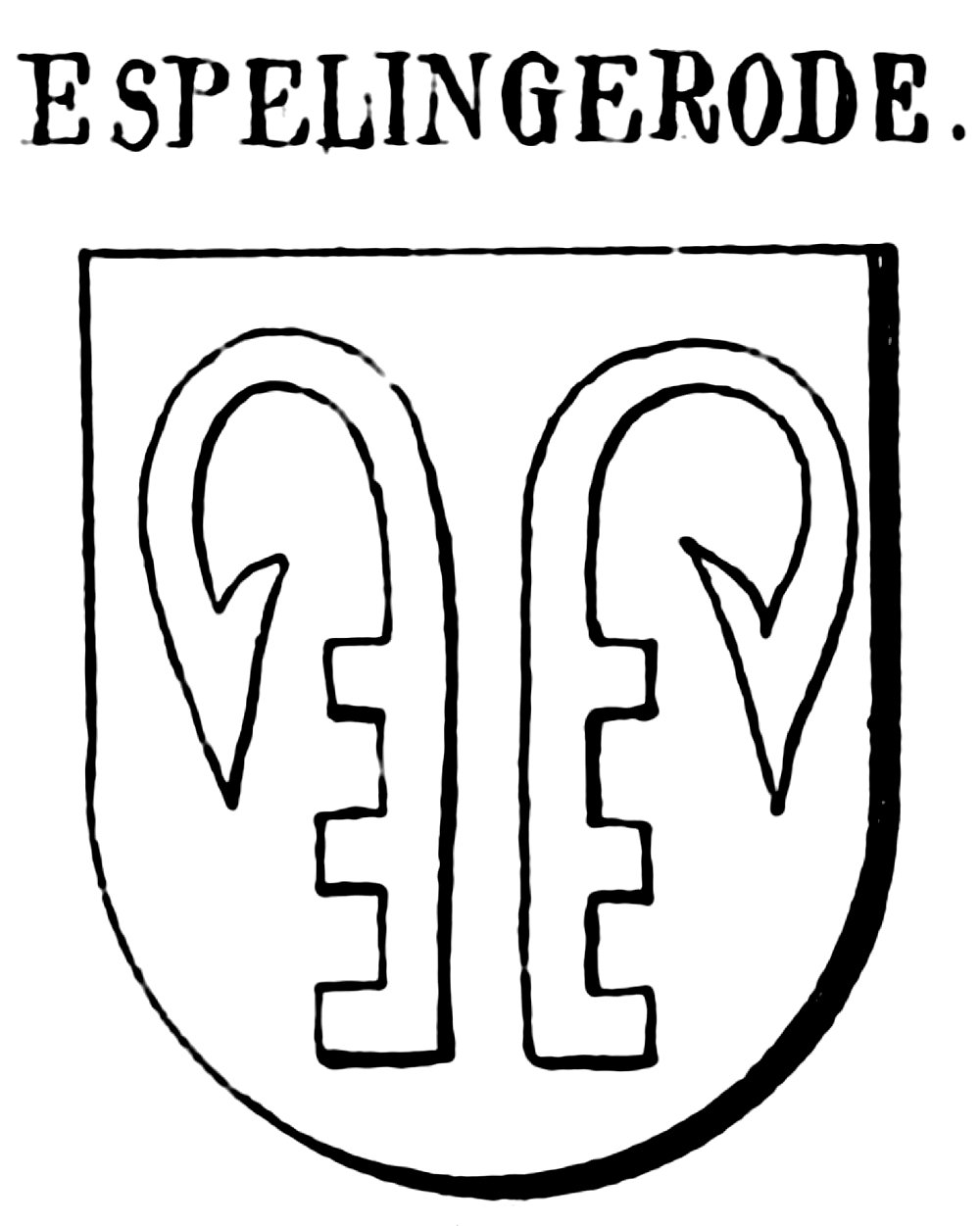
Esplingerode
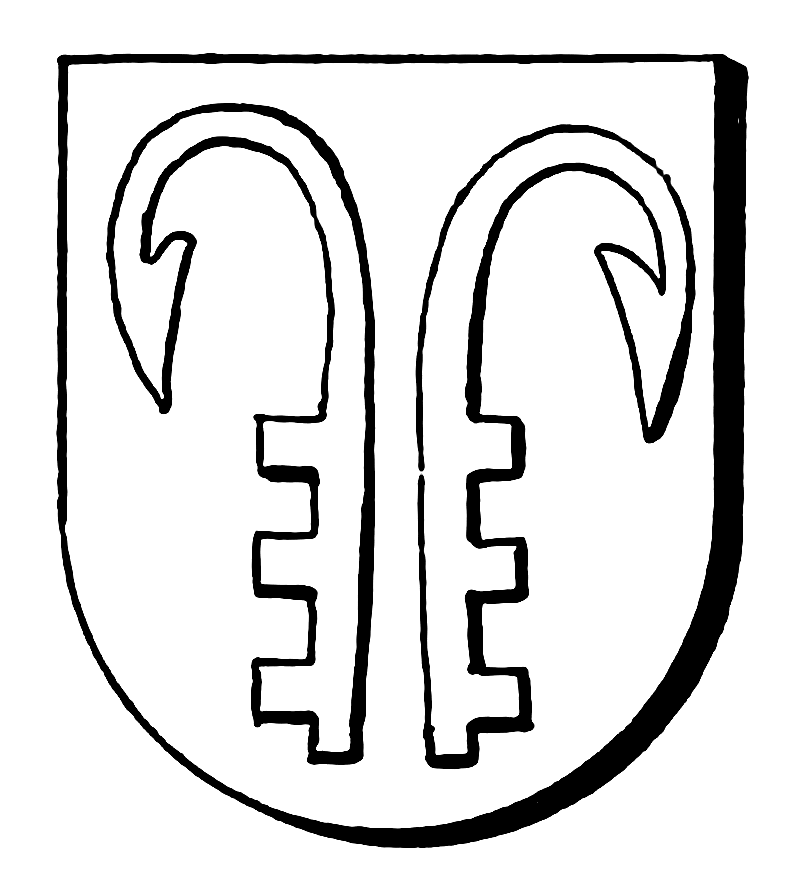
Bockelnhagen
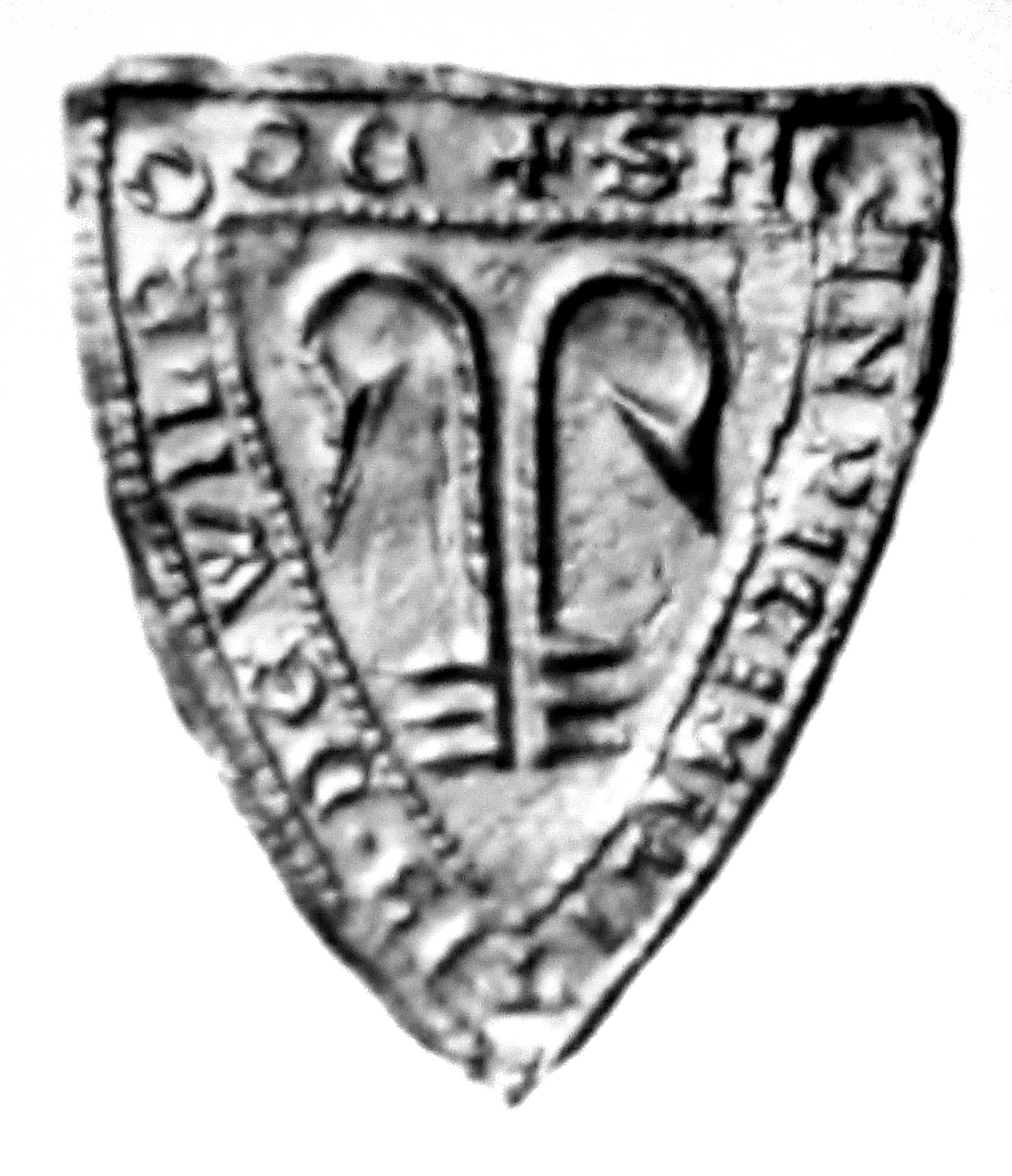
Weilrode

Erhebung von im Staatsapparat tätigen Familien in den Adelsstand (Neuzeit):
- Zwehl
- Dresanus (Landschreiber Johan Georg Dresanus 1654, Amtmann Christian Anton Dresanus zu Vippach und Sömmerda 1780, Regierungsrat zu Erfurt 1826)

## Zugewanderte Adelsgeschlechter
Auflistung von Adelsgeschlechtern, die von anderen Stammsitzen kommend im Eichsfeld zeitweise oder dauerhaft ansässig waren oder auch nur begütert waren:
- Amelunxen (1603)
- von der Aue (1505, 1530)
- Beichlingen (ab 1227 Burg Worbis)
- Barkefeld
- Bodenhausen
- Bodungen
- Bültzingslöwen

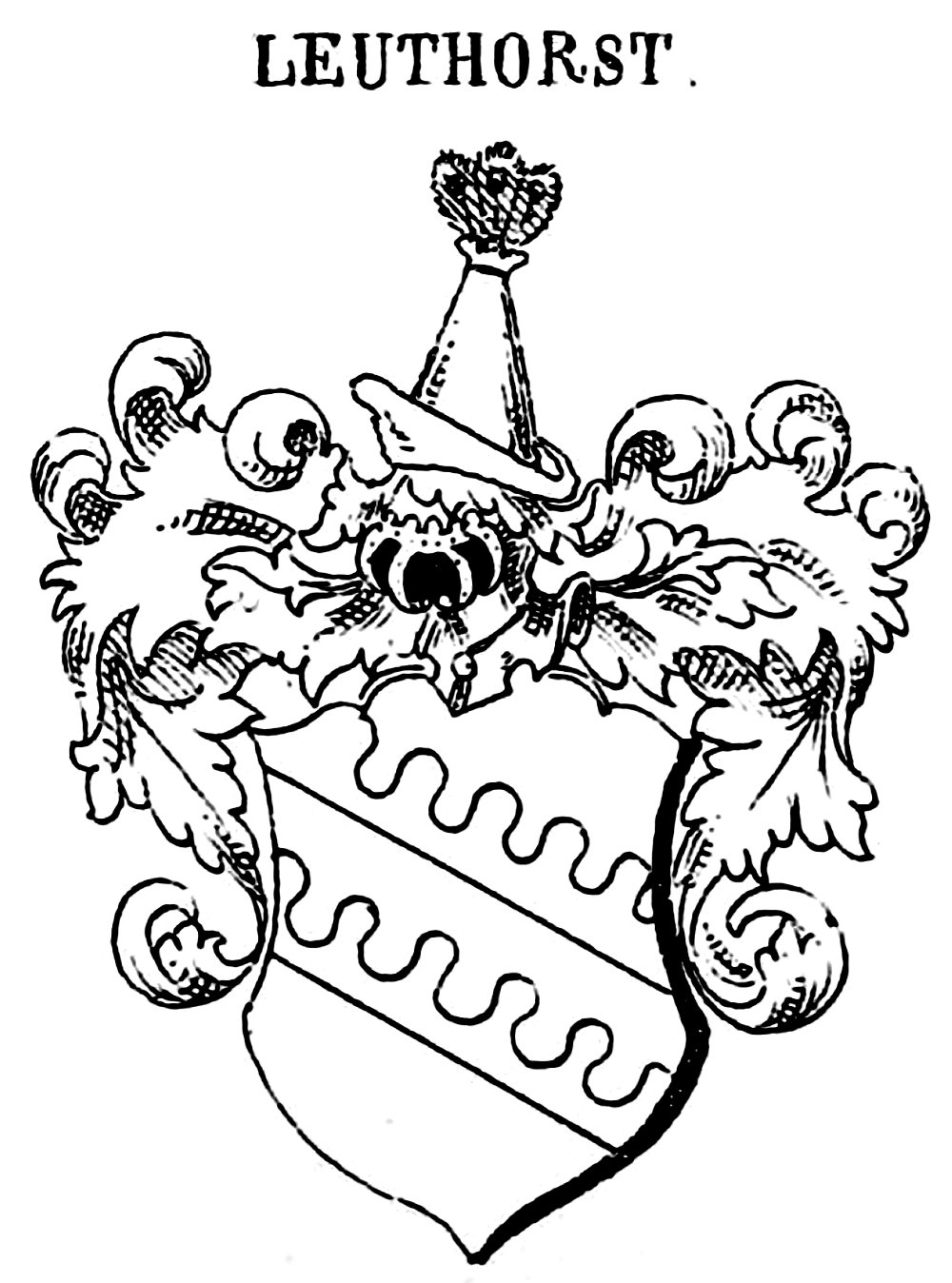
Wappen derer von Leuthorst

- Entzenberg (1479, 1521) auf Burg Scharfenstein
- Grafen von Everstein
- Harstall
- Grafen von Hohnstein (1293 bis 1673 Lehnsbesitz der Burg Bodenstein)
- Horn
- Kerstlingerode
- Kindehausen (1300, 1331 Friedrich Burgmann auf Burg Rusteberg)
- Leuthorst
- Linsingen
- Grafen von Lohra (bis 1227 Burg Worbis)
- Kaisenberg (1650, 1747, 1808)
- Kämmerer von Mühlhausen (1268) und Straußberg (1297)
- Kindehausen
- Lauterberg
- Marchia (1189, 1356)
- Plesse
- Grafen von Regenstein, Verwalter des Stifts Quedlinburg im Untereichsfeld
- Steinmetzen
- Treffurt
- Weberstedt (bis 1380 in Wiesenfeld)
- Scharzfeld
- Stralendorff (1574)